# نيخيل برنارد
نيخيل برنارد (30 ديسمبر 1989 في الهند - ) هو لاعب كرة قدم هندي في مركز حراسة المرمى. لعب مع نادي بنغالورو وRoyal Wahingdoh FC ‏.

## وصلات خارجية
- نيخيل برنارد على موقع قاعدة بيانات كرة القدم.إي يو (الإنجليزية)
- نيخيل برنارد على موقع Soccerway.com (الإنجليزية)